# Paralaxita telesia
Paralaxita telesia är en fjärilsart som beskrevs av William Chapman Hewitson 1865. Paralaxita telesia ingår i släktet Paralaxita och familjen Riodinidae. Inga underarter finns listade i Catalogue of Life.

## Bildgalleri

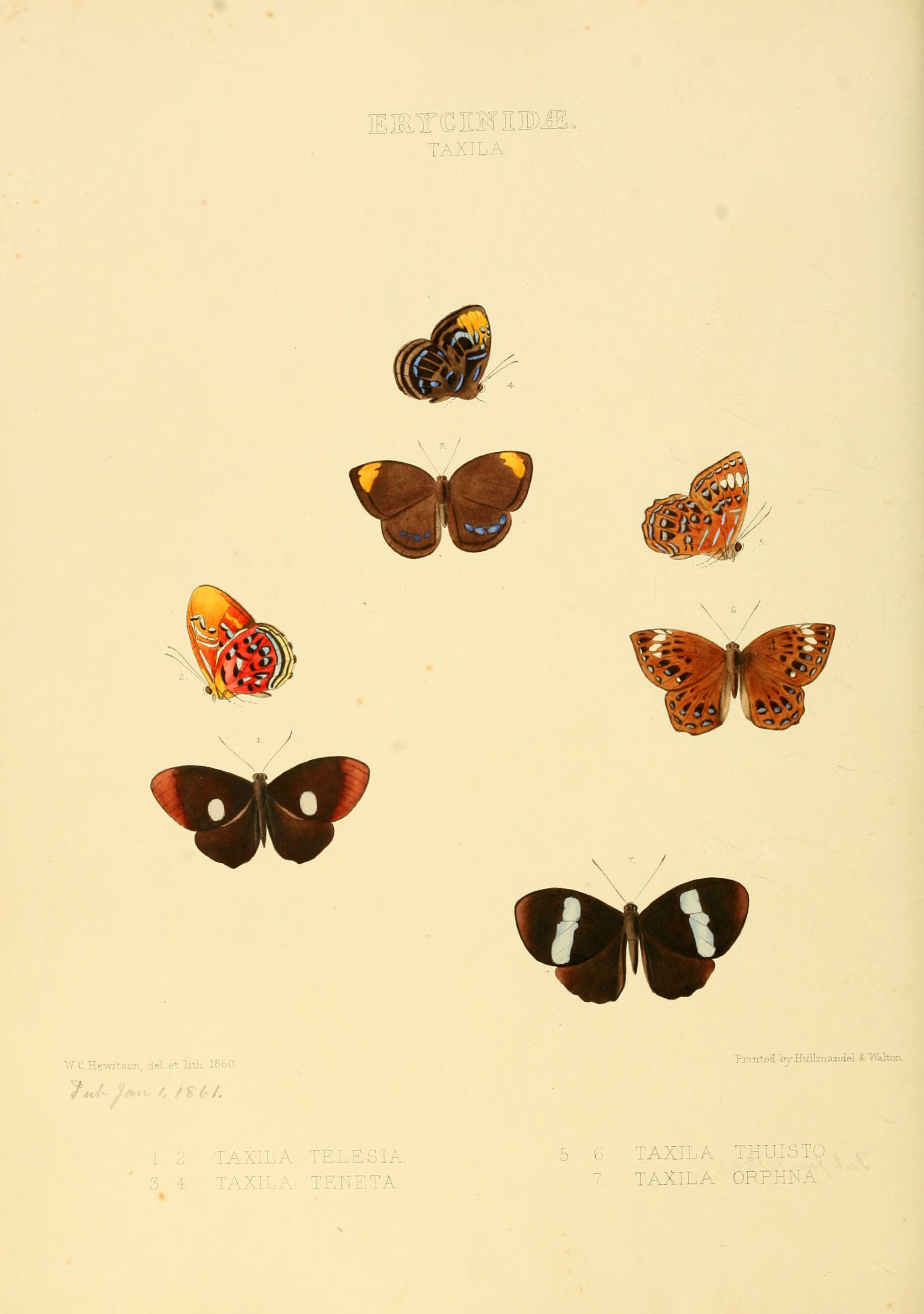
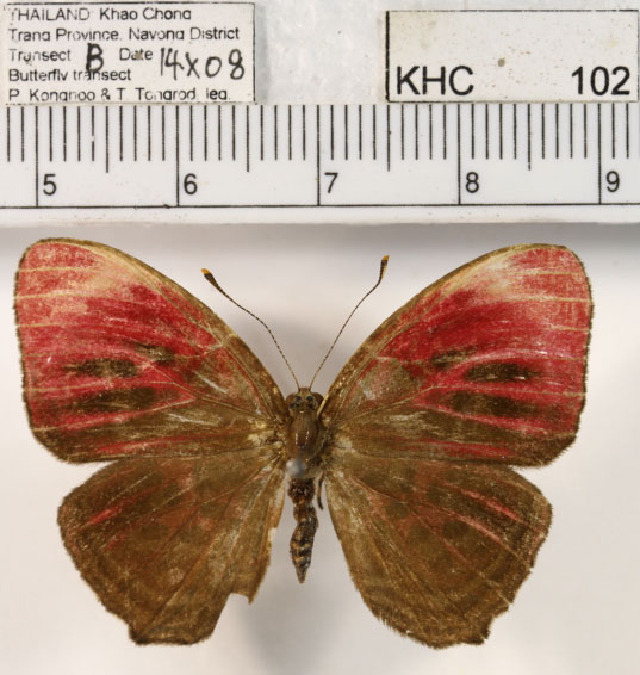
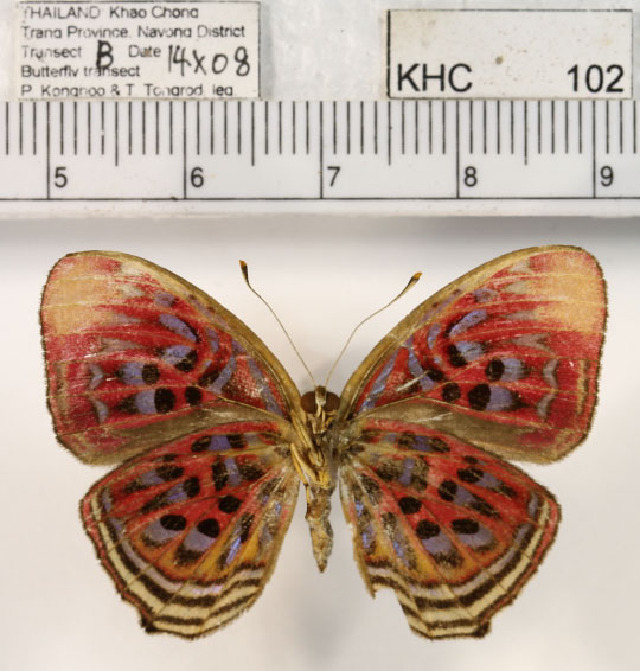
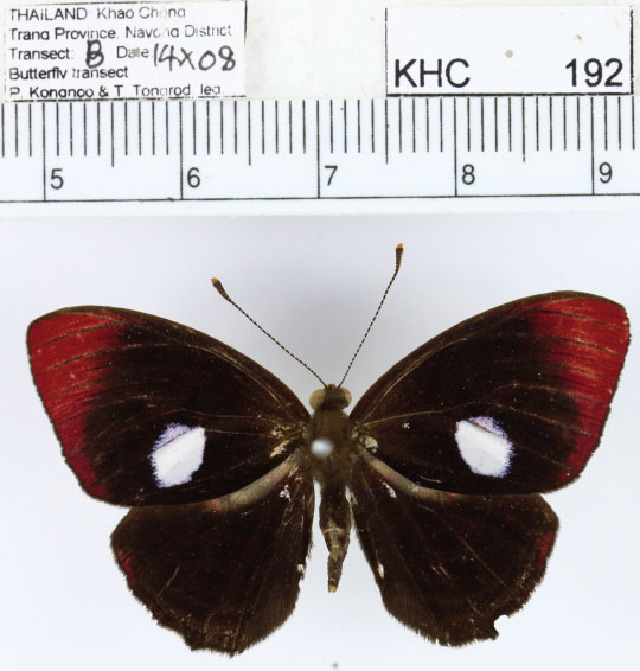
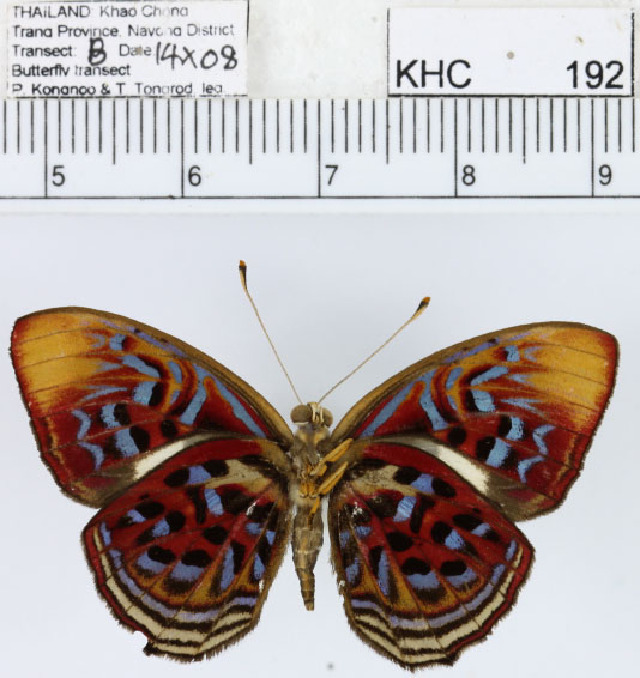